# Anna (Potto)

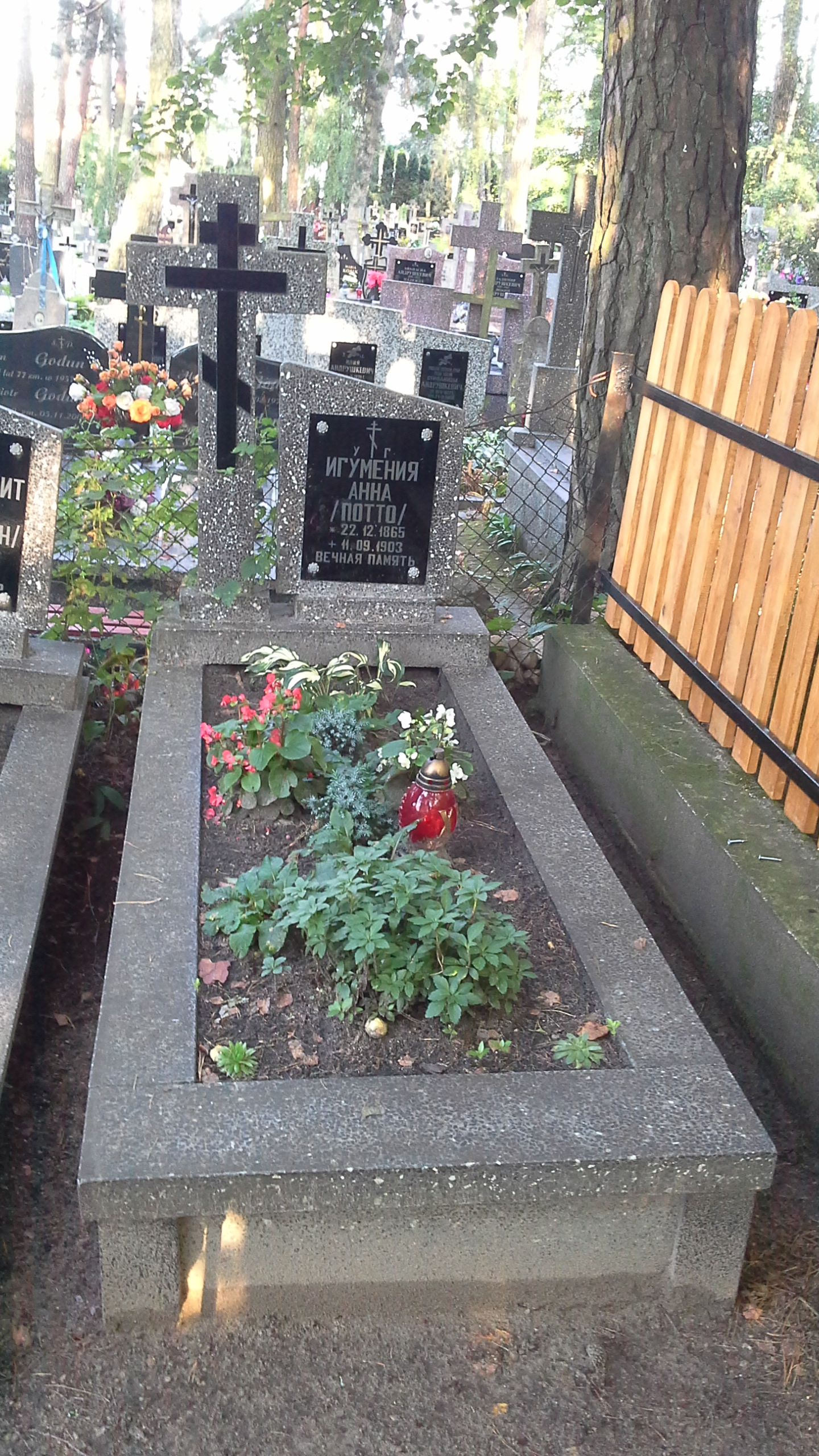
Nagrobek ihumeni Anny na cmentarzu monasterskim na Grabarce

Anna, imię świeckie Anna Aleksandrowna Potto lub Patto (ur. 9 grudnia 1865 w Brześciu, zm. 29 sierpnia 1903 w Wirowie) – prawosławna mniszka, twórczyni i pierwsza przełożona monasteru Chrystusa Zbawiciela w Wirowie.

## Życiorys
Była córką wojskowego służącego w Twierdzy brzeskiej. Jako roczne dziecko straciła matkę. Wychowała się na pensji w Warszawie, zaś po ukończeniu w 1881 gimnazjum została pomocnicą wychowawczyni w szkole w Chełmie. Pracowała tam do 1887, następnie do 1889 była wychowawczynią w gimnazjum w Kaliszu. Decyzję o wstąpieniu do monasteru podjęła pod wpływem pielgrzymek do soboru Narodzenia Matki Bożej w Chełmie i rozmów z arcybiskupem chełmskim i warszawskim Leoncjuszem oraz lubelskim Flawianem. W 1889 została posłusznicą w monasterze Narodzenia Matki Bożej w Leśnej, gdzie pracowała w kancelarii i śpiewała w chórze. W 1890 złożyła wieczyste śluby mnisze. 
W 1894 razem z dziesięcioma mniszkami i posłusznicami udała się do Wirowa, gdzie miała zorganizować nowy żeński monaster. Powstanie żeńskiej wspólnoty wpisywało się w politykę rusyfikacji i krzewienia prawosławia wśród miejscowej ludności, byłych wiernych unickiej diecezji chełmskiej. Anna (Patto) uzyskała dla monasteru wsparcie finansowe od wielu prywatnych ofiarodawców, zaś w 1898 została przyjęta na audiencji przez cara Mikołaja II, który zobowiązał się do zaspakajania potrzeb materialnych klasztoru. Wspólnota otrzymała status monasteru I klasy, zaś mniszka Anna została podniesiona do godności ihumeni.  
Za sprawą działalności ihumeni Anny przy klasztorze otwarto przytułek dla dziewcząt, kilka szkół, aptekę, ambulatorium i szpital, rozwinięto szeroką działalność oświatową i dobroczynną. Zakonnice żyły według surowszej niż w innych rosyjskich monasterach żeńskich reguły. Z inicjatywy ihumeni Anny w kompleksie klasztornym powstały dwie cerkwie, sad i jedenaście budynków pełniących różne funkcje. 
W 1902 zachorowała na gruźlicę i rok później zmarła, leczenie we Włoszech nie przyniosło rezultatów. Została pochowana w sąsiedztwie monasteru w Wirowie. W XXI w. jej szczątki przeniesiono na cmentarz żeńskiego klasztoru prawosławnego na Grabarce. Jej nagrobek w Wirowie został zdewastowany.